# كريستيان الرابع (دوق تسفايبروكن)
كريستيان الرابع دوق تسفايبروكن (16 سبتمبر 1722- 4 نوفمبر 1775)؛ كان كونت بالاتينات وأيضا دوق تسفايبروكن، واعتبار كذلك مرشحًا للعرش السويدي، وهو ابن الدوق كريستيان الثالث وزوجته كارولين من ناساو-ساربروكن، وهو عم ماكسيميليان الأول يوزف ملك بافاريا.

## السيرة الذاتية
ينتمي كريستيان إلى فرع بالاتينات بيركنفلد-بيشفايلر الذي استحوذ على دوقية تسفايبروكن بعد انقراض فرع بالاتينات السويدي في عام 1731، جاء الاستيلاء على دوقية تسفايبروكن بعد انقراض السلالات القديمة البالاتيناتية من عائلة فيتلسباخ، على الرغم من اعتراضات الفرع الأكبر، تلقى كريستيان رعاية تربوية جيدة، وبما أنه كان قاصراً أثناء وفاة والده إدارة والدته كارولين البلاد وأرسلته مع شقيقه ميشيل نحو جامعة لايدن ثم إلى البلاط الفرنسي، منذ 1740 تولى إدارة الحكومة بنفسه.
وبمبادرة من فرنسا تم ترشيحه في انتخابات ولاية العرش السويدي في 1742-1743، بحيث قبل العديد من أنصار حزب القبعات الموالون للفرنسيين، والتي يهيمن عليها طبقة النبلاء والبرجوازية الاقتراح، حدث هذا على وجه الخصوص بعد أصبح كارل بيتر أولريش دوق هولشتاين الوريث المفترض للعرش، وريثاً العرش الروسي، ولكن الإمبراطورة إليزافيتا ربطت الانتخابات بمسار مختلف، وبذلك أصبح الأمير الأسقف أدولف فريدريك هو المحظوظ.
أظهرت حكومة كريستيان أنه لم يكن هناك خطأ في موهبته وحكمته، حتى أن رعاياه أطلقوا عليه لقب "العظيم"، نجح من خلال معاهدات المقايضة في زيادة أراضيه وتقريبها، ولأسباب سياسية تحول في عام 1758 من المذهب البروتستانتي إلى المذهب الروماني الكاثوليكي بعد ضغوط من الفرنسيين، تولى كريستيان أيضًا تعليم أبناء أخيه كارل الثاني أوغست وماكس يوزف بحيث أن شقيقه توفي أثناء حرب السنوات السبع بعد أن ظل في الخدمة النمساوية، ومن المفترض أن كريستيان الرابع توفي بعد حادث صيد.
كما تعاون كريستيان الرابع بشكل وثيق مع فرنسا سياسياً، بحيث قام بتدريب فوج دو بون الملكي الأجنبي الذي شارك في معركة يوركتاون الحاسمة خلال الحرب الثورية الأمريكية تحت قيادة ابنه كريستيان فون فورباخ.
منذ 1751 تزوجت كريستيان الرابع مرغنطياً من ماريا يوهانا كاماس هي ممثلة وراقصة باليه فرنسية خدمت لفترة في بلاط ستانيسلاف ليزينسكي، وأنجبت له ستة أبناء، ولذلك أصبح ابن شقيقه كارل الثاني خليفته بعد وفاته.